# Coppa Italia Dilettanti 1978-1979
La Coppa Italia Dilettanti 1978-1979 è stata la 13ª edizione di questa competizione calcistica italiana. È stata disputata con la formula dell'eliminazione diretta ed è stata vinta dai siciliani del Ravanusa sui lombardi della I.A.G. Gazoldo di Goito (che però militavano nel campionato emiliano-romagnolo).
La squadra finalista in alcune fonti Archiviato il 19 maggio 2021 in Internet Archive. appare come IAG Gazoldo,  in altre come JAG Gazoldo, in altre ancora come Junior Goitese.
La competizione era riservata alle migliori squadre militanti nel primo livello regionale. I primi due turni erano disputati a livello regionale, poi si passava a livello interregionale con gare di andata e ritorno. La finale veniva disputata in campo neutro.
La squadra biancorossa siciliana del presidente Salvatore Lauricella e del general-manager Don Francesco Caravaglia si aggiudica la 13^ coppa nazionale dilettanti con una rete di Corrado Conti al 78'. La squadra siciliana era allenata dal siracusano Carlo Baio.

## Partecipanti
Le 256 partecipanti vengono così ripartite fra i vari comitati regionali:
| Numero squadre | Comitati regionali    | Comitati regionali    | Comitati regionali | Comitati regionali | Comitati regionali | Comitati regionali | Comitati regionali  | Comitati regionali  | Comitati regionali  | Comitati regionali  | Comitati regionali  | Comitati regionali  |
| -------------- | --------------------- | --------------------- | ------------------ | ------------------ | ------------------ | ------------------ | ------------------- | ------------------- | ------------------- | ------------------- | ------------------- | ------------------- |
| 32             | Lombardia             | Lombardia             | Lombardia          | Lombardia          | Lombardia          | Lombardia          | Lombardia           | Lombardia           | Lombardia           | Lombardia           | Lombardia           | Lombardia           |
| 20             | Campania              | Campania              | Campania           | Campania           | Toscana            | Toscana            | Toscana             | Toscana             | Veneto              | Veneto              | Veneto              | Veneto              |
| 18             | Emilia-Romagna        | Emilia-Romagna        | Emilia-Romagna     | Emilia-Romagna     | Emilia-Romagna     | Emilia-Romagna     | Emilia-Romagna      | Emilia-Romagna      | Emilia-Romagna      | Emilia-Romagna      | Emilia-Romagna      | Emilia-Romagna      |
| 14             | Friuli-Venezia Giulia | Friuli-Venezia Giulia | Lazio              | Lazio              | Liguria            | Liguria            | Piemonte            | Piemonte            | Puglia              | Puglia              | Sicilia             | Sicilia             |
| 12             | Abruzzo               | Abruzzo               | Abruzzo            | Calabria           | Calabria           | Calabria           | Marche              | Marche              | Marche              | Sardegna            | Sardegna            | Sardegna            |
| 6              | Umbria                | Umbria                | Umbria             | Umbria             | Umbria             | Umbria             | Umbria              | Umbria              | Umbria              | Umbria              | Umbria              | Umbria              |
| 4              | Basilicata            | Basilicata            | Basilicata         | Basilicata         | Basilicata         | Basilicata         | Trentino-Alto Adige | Trentino-Alto Adige | Trentino-Alto Adige | Trentino-Alto Adige | Trentino-Alto Adige | Trentino-Alto Adige |

## Prima fase

### Friuli-Venezia Giulia
```
14 squadre
Non ammesse: 
C.M.M. S.Michele
, 
Gradese
, 
Isonzo
, 
Lignano
 e 
Sangiorgina
.
Dalla 
Prima Categoria
: 
Cordenonese
 (dal girone A), 
Portuale
 e 
Stock
 (dal girone B).
```

| Squadra 1        | Totale          | Squadra 2            | Andata     | Ritorno    |
| ---------------- | --------------- | -------------------- | ---------- | ---------- |
| PRIMO TURNO      | PRIMO TURNO     | PRIMO TURNO          | 03.09.1978 | 10.09.1978 |
| Maniago          | 1 – 2           | Sacilese             | 1 – 1      | 0 – 1      |
| Fontanafredda    | 3 – 2           | Cordenonese          | 3 – 2      | 0 – 0      |
| Tarcentina       | 2 – 0           | Pro Aviano           | 1 – 0      | 1 – 0      |
| Trivignano       | 0 – 0 (4-2 dtr) | Manzanese            | 0 – 0      | 0 – 0      |
| Cormonese        | 3 – 1           | Pro Cervignano       | 2 – 0      | 1 – 1      |
| Stock Trieste    | 4 – 3           | Pro Gorizia          | 2 – 1      | 2 – 2      |
| Portuale Trieste | 2 – 3           | San Giovanni Trieste | 0 – 2      | 2 – 1      |
| SECONDO TURNO    | SECONDO TURNO   | SECONDO TURNO        | 21.09.1978 | 27.09.1978 |
| Sacilese         | ???             | Opitergina (VEN)     | 1 – 2      | ???        |
| Tarcentina       | 2 – 4           | Fontanafredda        | 2 - 2      | 0 – 2      |
| Trivignano       | 2 – 4           | Cormonese            | 2 – 2      | 0 – 2      |
| Stock Trieste    | 6 – 2           | San Giovanni Trieste | 6 – 2      | 0 – 0      |

### Emilia-Romagna
All'epoca, le squadre della provincia di Mantova militavano nei campionati dell'Emilia-Romagna. Quindi, nei turni a livello interregionale, potevano essere sorteggiate contro altre compagini lombarde.
| Squadra 1     | Totale        | Squadra 2            | Andata     | Ritorno    |
| ------------- | ------------- | -------------------- | ---------- | ---------- |
| PRIMO TURNO   | PRIMO TURNO   | PRIMO TURNO          | 03.09.1978 | 10.09.1978 |
| IAG Gazoldo   | 1 – 1 (dtr)   | San Secondo Parmense | 1 – 1      | 1 – 1      |
| SECONDO TURNO | SECONDO TURNO | SECONDO TURNO        | 21.09.1978 | 27.09.1978 |
| IAG Gazoldo   | 3 – 2         | Crevalcore           | 1 – 2      | 2 – 0      |

### Umbria
```
8 squadre
Non ammesse: 
Angelana
, 
Deruta
, 
Montefalco
, 
Nuova Tiferno
, 
Orte Filesi
, 
Orvietana
, 
Tiberis
 e 
Todi
.
```

| Squadra 1        | Totale        | Squadra 2        | Andata     | Ritorno    |
| ---------------- | ------------- | ---------------- | ---------- | ---------- |
| PRIMO TURNO      | PRIMO TURNO   | PRIMO TURNO      | 27.08.1978 | 03.09.1978 |
| Assisi           | 3 – 1         | Gualdo           | 3 – 0      | 0 – 1      |
| Bevagna          | 2 – 4         | Grifo Cannara    | 1 – 2      | 1 – 2      |
| Nocera Umbra     | 3 – 3 (gfc)   | Foligno          | 2 – 2      | 1 – 1      |
| Elettrocarbonium | 3 – 2         | Narnese          | 1 – 2      | 2 – 0      |
| SECONDO TURNO    | SECONDO TURNO | SECONDO TURNO    | 06.09.1978 | 10.09.1978 |
| Foligno          | 3 – 2         | Elettrocarbonium | 1 – 1      | 2 – 1      |
| Assisi           | 2 – 0         | Grifo Cannara    | 1 – 0      | 1 – 0      |

### Sicilia
| Squadra 1     | Totale        | Squadra 2     | Andata     | Ritorno    |
| ------------- | ------------- | ------------- | ---------- | ---------- |
| PRIMO TURNO   | PRIMO TURNO   | PRIMO TURNO   | 03.09.1978 | 10.09.1978 |
| Licata        | 1 – 1 (gfc)   | Ravanusa      | 1 – 1      | 0 – 0      |
| SECONDO TURNO | SECONDO TURNO | SECONDO TURNO | 21.09.1978 | 27.09.1978 |
| Pachino       | 1 – 6         | Ravanusa      | 0 – 3      | 1 – 3      |

### Puglia e Basilicata
| Squadra 1           | Totale        | Squadra 2           | Andata     | Ritorno    |
| ------------------- | ------------- | ------------------- | ---------- | ---------- |
| PRIMO TURNO         | PRIMO TURNO   | PRIMO TURNO         | 03.09.1978 | 10.09.1978 |
| San Severo          | 3 – 0         | Bitonto             | 3 – 0      | 0 – 0      |
| V Rionero           | 4 – 2         | Vaglio              | 2 – 0      | 2 – 2      |
| Massafra            | 4 – 2         | Pro Gioia           | 4 – 1      | 0 – 1      |
| Lucera              | 3 – 2         | Triggiano           | 3 – 1      | 0 – 1      |
| Calimera            | 1 – 0         | Copertino           | 1 – 0      | 0 – 0      |
| Ostuni              | 3 – 3         | Castellaneta        | 3 – 1      | 0 – 2      |
| Castellana          | 1 – 2         | Modugno             | 0 – 0      | 1 – 2      |
| Atletico Tricase    | 1 – 1         | Pro Italia Galatina | 1 – 1      | 0 – 0      |
| Ferrandina          | 1 – 1         | Tolve               | 0 – 0      | 1 – 1      |
| SECONDO TURNO       | SECONDO TURNO | SECONDO TURNO       | 21.09.1978 | 27.09.1978 |
| Pro Italia Galatina | ? – ?         | Calimera            | 0 – 0      | ? – ?      |
| Lucera              | ? – ?         | Grottaferrata       | 2 – 0      | ? – ?      |
| Castellaneta        | ? – ?         | Massafra            | 0 – 2      | ? – ?      |
| San Severo          | ? – ?         | Modugno             | 2 – 0      | ? – ?      |
| Ferrandina          | ? – ?         | V Rionero           | 0 – 5      | ? – ?      |

## 32esimi di finale
| Squadra 1                 | Totale      | Squadra 2           | Andata     | Ritorno    |
| ------------------------- | ----------- | ------------------- | ---------- | ---------- |
| TERZO TURNO               | TERZO TURNO | TERZO TURNO         | 01.11.1978 | 08.12.1978 |
| (LOM) IAG Gazoldo         | 2 – 2 (gfc) | Sommacampagna (VEN) | 0 – 1      | 2 – 1      |
| (FVG) Cormonese           | 2 – 2 (gfc) | Pro Mogliano (VEN)  | 0 – 1      | 2 – 1      |
| (FVG) Stock Trieste       | 1 – 2       | Opitergina (VEN)    | 1 – 1      | 0 – 1      |
| (SIC) Ravanusa            | 4 – 1       | Vigor Palmese (CAL) | 2 – 0      | 2 – 1      |
| (ABR) San Salvo           | 1 – 4       | Lucera (PUG)        | 1 – 0      | 0 – 4      |
| (PUG) Pro Italia Galatina | 1 – 2       | V Rionero (BAS)     | 1 – 1      | 0 – 1      |
| (CAM) Poseidon            | 1 – 1       | San Severo (PUG)    | 1 – 0      | 0 – 1      |
| (PUG) Massafra            | 4 – 4       | Campania (CAM)      | 3 – 3      | 1 – 1      |
|                           |             |                     | 01.11.1978 | 23.12.1978 |
| (VEN) Pievigina           | 5 – 2       | Fontanafredda (FVG) | 3 – 2      | 2 – 0      |
| (UMB) Foligno             | 2 – 2 (gfc) | Colleferro (LAZ)    | 1 – 2      | 1 – 0      |
| (TOS) Castiglionese       | 3 – 6       | Assisi (UMB)        | 2 – 2      | 1 – 4      |

## 16esimi di finale
| Squadra 1         | Totale       | Squadra 2           | Andata     | Ritorno    |
| ----------------- | ------------ | ------------------- | ---------- | ---------- |
| QUARTO TURNO      | QUARTO TURNO | QUARTO TURNO        | 07.01.1979 | 21.01.1979 |
| (LOM) IAG Gazoldo | 1 – 1 (dtr)  | Leffe (FVG)         | 1 – 0      | 0 – 1      |
| (VEN) Opitergina  | 4 – 0        | Cormonese (FVG)     | 3 – 0      | 1 – 0      |
| (CAM) Campania    | 1 – 3        | Ravanusa (SIC)      | 0 – 1      | 1 – 2      |
| (PUG) San Severo  | ? – ?        | Secondigliano (CAM) | 0 – 0      | ? – ?      |
| (BAS) V Rionero   | 1 – 1        | Arzanese (CAM)      | 1 – 1      | 0 – 0      |
| (MAR) Sangiustese | 1 – 2        | Lucera (PUG)        | 1 – 1      | 0 – 1      |
|                   |              |                     | 21.01.1979 | 25.02.1979 |
| (UMB) Assisi      | 4 – 1        | Audax Rufina (TOS)  | 3 – 0      | 1 – 1      |

## Ottavi di finale
| Squadra 1                    | Totale      | Squadra 2           | Andata | Ritorno |
| ---------------------------- | ----------- | ------------------- | ------ | ------- |
| QUINTO TURNO                 |             |                     |        |         |
| (LOM) IAG Gazoldo            | 1 – 1 (gfc) | Falck Vobarno (LOM) | 0 – 0  | 1 – 1   |
| (LAZ) Canarini Rocca di Papa | 1 – 0       | Assisi (UMB)        | 1 – 0  | 0 – 0   |
| (SIC) Ravanusa               | 2 – 1       | VJS Velletri (LAZ)  | 1 – 0  | 1 – 1   |
| (PUG) Lucera                 | ? – ?       | Milazzo (SIC)       | 1 – 0  | ? – ?   |
| (CAM) Arzanese               | ? – ?       | San Severo (PUG)    | 3 – 0  | ? – ?   |

## Quarti di finale
| Squadra 1        | Totale | Squadra 2         | Andata | Ritorno |
| ---------------- | ------ | ----------------- | ------ | ------- |
| SESTO TURNO      |        |                   |        |         |
| (SIC) Milazzo    | 0 – 3  | IAG Gazoldo (LOM) | 0 – 0  | 0 – 3   |
| (CAM) Arzanese   | 1 – 2  | Ravanusa (SIC)    | 1 – 0  | 0 – 2   |
| (E.R) Cesenatico | ?      | ?                 | ?      | ?       |
| (TOS) Volterrana | ?      | ?                 | ?      | ?       |

## Semifinali
| Squadra 1         | Totale      | Squadra 2        | Andata | Ritorno |
| ----------------- | ----------- | ---------------- | ------ | ------- |
| SETTIMO TURNO     |             |                  |        |         |
| (LOM) IAG Gazoldo | 2 – 2 (gfc) | Volterrana (TOS) | 1 – 0  | 1 – 2   |
| (E.R) Cesenatico  | 2 – 4       | Ravanusa (SIC)   | 2 – 0  | 0 – 4   |

## Finale
| Arbitro: | Pegorelli (Trento) |

| |            | |
| Conti 79’                                                                                               | Marcatori  | |
| Macrì Di Bella Todaro (65' Visentin) Amoroso Conti Sangiorgio Giarrana Romeo Belfiore Tarascio De Maria | Formazioni | Bellardi Banandi Gilli Inverni Bettoni Bonetta Monticelli Savoldini Alenghi (68' Novarelli) Trighiera Corbellini |
| Baio | Allenatori | Gatti |